# زولتان كادار
زولتان كادار (بالرومانية: Zoltán Kádár)‏ هو لاعب كرة قدم ومدرب كرة قدم روماني في مركز الوسط، ولد في 4 أكتوبر 1966 في وزون في رومانيا. شارك مع منتخب رومانيا لكرة القدم. أما مع النوادي، فقد لعب مع جامعة كلوج ودينامو بوخارست.

## وصلات خارجية
- زولتان كادار على موقع قاعدة بيانات كرة القدم.إي يو (الإنجليزية)
- زولتان كادار على موقع ناشيونال فوتبول تيمز (الإنجليزية)
- زولتان كادار على موقع عالم كرة القدم.نت (الإنجليزية)